# Roger Codou
Roger Codou est un militant communiste français né le 20 janvier 1906 à Saint-Maur-des-Fossés et mort le 23 janvier 1999 à Montfermeil. 

## Biographie
Il est issu d’une famille ouvrière et syndicaliste. Il fait ses débuts de militant dans des syndicats puis dans les jeunesses communistes. Pacifiste, il déserta les rangs des conscrits pour la guerre du Maroc en 1926. En avril 1934, un grave accident de moto lui causa de lourds problèmes de santé puisqu'il devient addict à la morphine (morphinomane) pour supporter ses douleurs. Cela l'écarta donc de toute activité pendant des années. Mais 10 ans plus tard, il s’engage comme volontaire en Espagne républicaine de 1937 à 1938 pour défendre ses « frères socialistes ». Il appartint à la 15e Brigade internationale puis à l’état-major de la 14e et fut blessé deux fois à Brunete en juillet 1937, à Gandesa en mars 1938. Il avait le grade de lieutenant et fut blessé plusieurs fois lors des combats. 
Au moment du Pacte germano-soviétique, il subit une perquisition mais échappa à l’arrestation en contractant un engagement dans l’armée. Il fut finalement mobilisé et envoyé à Vannes (Morbihan), fait prisonnier par les Allemands puis libéré, n’ayant pas été pris les armes à la main. Il revint à Saint-Tropez où la police l’arrêta le 2 août 1940 et, il séjourna aux camps de Chabanet (Ardèche), Nexon (Haute-Vienne), Sisteron (Basses-Alpes, Alpes-de-Haute-Provence), Saint-Sulpice-la-Pointe (Tarn) avant d’être transféré en Algérie (Djelfa puis Bossuet). Il fut libéré le 2 juin 1943 et requit aux établissements Caudron comme modeleur puis comme chef d’atelier. 
Roger Coudou revint en France en octobre 1944. 

## Publications

### Mémoires
Roger Codou, Le Cabochard : Mémoires d'un communiste (1932-1956), Paris, La Découverte, 1983, 241 p. (ISBN 9782707113726, lire en ligne)